# Liste de personnes nées à Dreux
Cette liste non exhaustive répertorie les personnalités nées à Dreux, en suivant un classement par ordre chronologique. Pour chaque personnalité sont donnés le nom, l'année de naissance, l'année de décès le cas échéant, précision du quartier et la qualité ou profession.
Vous pouvez vous aider de la Catégorie:Naissance à Dreux.

## XIIe siècle
- Robert Ier était le quatrième fils du roi Louis VI le Gros. Comte de Dreux, il fut marié trois fois et mourut en 1188. Il eut deux enfants et c'est Robert II qui hérita du comté de Dreux

## XVe siècle
- Les Métezeau : grande famille drouaise, famille d'architectes qui a contribué à développer la richesse architecturale de la ville. On distingue :
  - Clément Métezeau (1479-1555)

## XVIe siècle
- Jean Métezeau (1528-1600)
- Thibault Métezeau (1533-1596)
- Louis Métezeau (1562-1616)
- Clément II Métezeau (1581-1652)

## XVIIe siècle
- Antoine Godeau, homme de lettres et évêque français, mort le 21 avril 1672, jour de Pâques, d'une attaque d'apoplexie.
- Jean de Rotrou dramaturge et poète, né à Dreux le 21 août 1609.

## XVIIIe siècle
- François-André Danican Philidor (né le 7 septembre 1726 à Dreux – mort le 31 août 1795 à Londres) compositeur et joueur d'échecs français.
- Jean Louis Debilly, général de brigade, né le 30 juillet 1763 à Dreux.
- Martin Pierre d'Alvimare, né à Dreux le 18 septembre 1772, harpiste et compositeur français, maître de harpe de Joséphine de Beauharnais et de sa fille Hortense.
- Jean-Louis-Auguste Loiseleur-Deslongchamps, botaniste français, fait chevalier de la Légion d'honneur, né le 24 mars 1774 à Dreux.
- Louis Guersant, médecin français, fut l'un des premiers spécialistes des maladies enfantines, né à Dreux le 29 avril 1777.
- Louis Doguereau, militaire français, fait grand officier de la Légion d'honneur, né à Dreux le 11 juillet 1777.

## XIXe siècle
- Louis Charles Delescluze, né le 2 octobre 1809 à Dreux, tué le 25 mai 1871 à Paris, était un journaliste français, membre important de la Commune de Paris.
- Marcel Loche, comédien français, né à Dreux le 8 septembre 1886.
- Henri Lozeray, homme politique français, né le 17 mai 1898 à Dreux.

## XXe siècle
- Jacques Oudin, biologiste français, médaille d'or du CNRS, né à Dreux le 15 mai 1908.
- Philippe Mareuil, acteur français, né à Dreux le 19 octobre 1926.
- Françoise Gaspard, sociologue, écrivain, féministe et femme politique française.
- Thierry Morin, personnalité française du monde des affaires, fait chevalier de la légion d'honneur, né le 25 mars 1952 à Dreux.
- Catherine Corsini, réalisatrice, scénariste et actrice née à Dreux.
- Yann Beuron, ténor français, né en 1969 à Dreux.
- Cyrille Legendre, né en 1970, écrivain et journaliste français, auteur de romans policiers.
- Siraba Dembélé, handballeuse  française, née le 28 juin 1986 à Dreux.
- Yannick Lesourd, athlète français, spécialiste des épreuves de sprint, né à Dreux le 3 avril 1988.
- Adrien Trebel, footballeur français, né le 3 mars 1991 à Dreux.
- Danièle Séraphin, née Danièle Grandin, à Dreux, écrivain française.
- Mélissandre Pain, coureuse cycliste française, née à Dreux le 5 juin 1995.